# Consorti dei sovrani brasiliani

## Regine consorti del Regno Unito di Portogallo, Brasile e Algarve

### Braganza, 1815–1822
| Immagine | Nome                          | Padre                            | Nascita        | Matrimonio    | Divenne Regina | Cessò di essere Regina                                                         | Morte          | Consorte    |
| -------- | ----------------------------- | -------------------------------- | -------------- | ------------- | -------------- | ------------------------------------------------------------------------------ | -------------- | ----------- |
|          | Carlotta Gioacchina di Spagna | Carlo IV, re di Spagna (Borbone) | 25 aprile 1775 | 8 maggio 1785 | 20 marzo 1816  | 7 settembre 1822 Il Brasile si dichiarò indipendente dal resto del Regno Unito | 7 gennaio 1830 | Giovanni VI |

## Imperatrici del Brasile

### Braganza, 1822–1889
| Immagine | Nome                               | Padre                                                      | Nascita         | Matrimonio      | Divenne Imperatrice               | Cessò di essere Imperatrice          | Morte            | Consorte  |
| -------- | ---------------------------------- | ---------------------------------------------------------- | --------------- | --------------- | --------------------------------- | ------------------------------------ | ---------------- | --------- |
|          | Maria Leopoldina d'Austria         | Francesco I, imperatore d'Austria (Asburgo-Lorena)         | 22 gennaio 1797 | 6 novembre 1817 | 12 ottobre 1822 ascesa del marito | 11 dicembre 1826                     | 11 dicembre 1826 | Pietro I  |
|          | Amelia di Leuchtenberg-Beauharnais | Eugenio di Beauharnais, Duca di Leuchtenberg (Beauharnais) | 31 luglio 1812  | 2 agosto 1829   | 2 agosto 1829                     | 7 aprile 1831 abdicazione del marito | 26 gennaio 1873  | Pietro I  |
|          | Teresa Cristina delle Due Sicilie  | Francesco I, re delle Due Sicilie (Borbone-Due Sicilie)    | 14 marzo 1822   | 30 maggio 1843  | 30 maggio 1843                    | 15 novembre 1889 esilio del marito   | 28 dicembre 1889 | Pietro II |

## Imperatrici titolari del Brasile

### Braganza, 1822–1889
| Immagine | Nome                              | Padre                                                   | Nascita        | Matrimonio      | Divenne Consorte                    | Cessò di essere Consorte            | Morte            | Consorte  |
| -------- | --------------------------------- | ------------------------------------------------------- | -------------- | --------------- | ----------------------------------- | ----------------------------------- | ---------------- | --------- |
|          | Teresa Cristina delle Due Sicilie | Francesco I, re delle Due Sicilie (Borbone-Due Sicilie) | 14 marzo 1822  | 30 maggio 1843  | 15 novembre 1889 esilio del marito  | 28 dicembre 1889                    | 28 dicembre 1889 | Pietro II |
|          | Gastone d'Orléans                 | Luigi, duca di Nemours (Borbone-Orléans)                | 28 aprile 1842 | 15 ottobre 1864 | 5 dicembre 1891 ascesa della moglie | 14 novembre 1921 morte della moglie | 28 agosto 1922   | Isabella  |

### Orléans-Braganza, dal 1921

#### Ramo di Vassouras, dal 1921
| Immagine | Nome                        | Padre                                       | Nascita          | Matrimonio     | Divenne Consorte | Cessò di essere Consorte       | Morte          | Consorte      |
| -------- | --------------------------- | ------------------------------------------- | ---------------- | -------------- | ---------------- | ------------------------------ | -------------- | ------------- |
|          | Maria Elisabetta di Baviera | Principe Francesco di Baviera (Wittelsbach) | 9 settembre 1914 | 19 agosto 1937 | 19 agosto 1937   | 5 luglio 1981 morte del marito | 13 maggio 2011 | Pietro Enrico |
| VACANTE  |                             |                                             |                  |                |                  |                                |                |               |

#### Ramo di Petrópolis, dal 1940
| Immagine | Nome                                    | Padre                                                  | Nascita          | Matrimonio       | Divenne Consorte                   | Cessò di essere Consorte | Morte            | Consorte       |
| -------- | --------------------------------------- | ------------------------------------------------------ | ---------------- | ---------------- | ---------------------------------- | ------------------------ | ---------------- | -------------- |
|          | Maria de la Esperanza delle Due Sicilie | Principe Carlo delle Due Sicilie (Borbone-Due Sicilie) | 14 giugno 1914   | 18 dicembre 1944 | 18 dicembre 1944                   | 8 agosto 2005            | 8 agosto 2005    | Pietro Gastone |
|          | Patricia Alexandra Branscombe           | Frank Branscombe                                       | 22 novembre 1964 | 16 luglio 1981   | 27 dicembre 2007 ascesa del marito | 21 novembre 2009         | 21 novembre 2009 | Pietro Carlo   |
| VACANTE  |                                         |                                                        |                  |                  |                                    |                          |                  |                |